# Nopisasholmen
Nopisasholmen är en ö i Finland.   Den ligger i den ekonomiska regionen  Jakobstadsregionen  och landskapet Österbotten, i den centrala delen av landet, 400 km norr om huvudstaden Helsingfors.
Terrängen på Nopisasholmen är mycket platt.  I omgivningarna runt Nopisasholmen växer i huvudsak blandskog.